# Ampler Divisor
Der Ample Divisor ist in der Mathematik ein Begriff aus der algebraischen Geometrie. Die algebraische Geometrie verknüpft die Gleichungen der abstrakten Algebra mit der Geometrie. Divisoren beschreiben die Nullstellen von algebraischen Kurven, und etwas vereinfacht sind sie ampel, wenn ihre Basisfunktionen keine gemeinsamen Nullstellen haben.
Die amplen Divisoren zeigen, ob die durch Polynome beschriebenen algebraische Kurven auf einen projektiven Raum abgebildet werden können.

## Definition
Sei {\displaystyle D} ein Divisor auf einer algebraischen Kurve {\displaystyle C} und {\displaystyle H^{0}(C,{\mathcal {O}}(D))} der Vektorraum derjenigen rationalen Funktionen auf {\displaystyle C}, deren Hauptdivisor {\displaystyle (f)} die Ungleichung {\displaystyle (f)\geq -D} erfüllt.
{\displaystyle D} heißt sehr ampel, wenn es eine Basis {\displaystyle f_{0},\ldots ,f_{n-1}} von {\displaystyle H^{0}(C,{\mathcal {O}}(D))} gibt, so dass die Funktionen {\displaystyle f_{0},\ldots ,f_{n-1}} keine gemeinsame Nullstelle auf {\displaystyle C} haben und die Abbildung
{\displaystyle \phi _{D}\colon C\to P^{n-1}}
{\displaystyle \phi _{d}(P)=\left[f_{0}(P)\colon \ldots \colon f_{n-1}(P)\right]}
eine Einbettung in den projektiven Raum ist.
{\displaystyle D} heißt ampel, wenn es eine natürliche Zahl {\displaystyle l\in \mathbb {N} } gibt, so dass {\displaystyle lD} sehr ampel ist.

## Beispiele
- Sei {\displaystyle C=P^{1}} die projektive Gerade und {\displaystyle D=2\left[0:1\right]}. Eine rationale Funktion {\displaystyle f} mit {\displaystyle (f)\geq -D} darf also nur in {\displaystyle \left[0:1\right]} eine Polstelle haben und dort höchstens vom Grad 2. Damit ist {\displaystyle f} von der Form {\displaystyle f={\tfrac {p}{x_{0}^{2}}}} für ein homogenes Polynom {\displaystyle p} vom Grad 2. Eine Basis des Vektorraums dieser Funktionen ist zum Beispiel {\displaystyle f_{0}=1,f_{1}={\tfrac {x_{1}}{x_{0}}},f_{2}={\tfrac {x_{1}^{2}}{x_{0}^{2}}}}. Die mit dieser Basis definierte Abbildung {\displaystyle \phi _{d}} ist die Einbettung der projektiven Gerade als abgeschlossene Parabel in {\displaystyle P^{2}}. Also ist {\displaystyle D} sehr ampel.[1]
- Eine elliptische Kurve in {\displaystyle P^{2}} schneide eine projektive Gerade in drei Punkten {\displaystyle P_{1},P_{2},P_{3}}. Dann ist {\displaystyle D:=P_{1}+P_{2}+P_{3}} sehr ampel.[2]
- Der kanonische Divisor einer algebraischen Kurve vom Geschlecht {\displaystyle g\geq 2} ist sehr ampel wenn die Kurve nicht hyperelliptisch ist.[3]